# (33072) 1997 WO12
1997 WO12 (asteroide 33072) é um asteroide da cintura principal. Possui uma excentricidade de 0.19091720 e uma inclinação de 6.83005º.
Este asteroide foi descoberto no dia 23 de novembro de 1997 por Spacewatch em Kitt Peak.